# Aktivistin.ch
Aktivistin.ch (in Eigenschreibweise aktivistin.ch) ist ein am 14. Juni 2015 in Zürich gegründetes Kollektiv zumeist jüngerer Feministinnen und Feministen, welches durch seinen Einsatz für Frauenrechte im Speziellen, wie auch Gleichstellung im Allgemeinen nationale und teilweise auch internationale Beachtung gewonnen hat.
Markenzeichen sind provokante, zumeist humorvoll und medienwirksam inszenierte Guerilla-Aktionen, mit welchen Mängel bei der Gleichstellung der Geschlechter adressiert werden. Die eigene Aufgabe referenzierend wird dabei oft der Slogan „let’s get shit done“ verwendet.

## Entwicklung und Aktivismus
Das Kollektiv ging aus einem Treffen hervor, welches im Juni 2015 von der Gewerkschaft Unia einberufen wurde und das Kollektiv bis heute mit Wissen, Infrastruktur und Material unterstützt. Erstmals für eine breite öffentliche Aufmerksamkeit sorgte eine Aktion am 11. Dezember 2015, als das Kollektiv Geldscheine auf den Zürcher Paradeplatz regnen liess, um auf die grosse Geldmenge aufmerksam zu machen, welche Frauen jedes Jahr durch Lohndiskriminierung entgeht.
Auf diese Aktion folgten in unregelmässigen Abständen weitere ähnliche Aktionen der Gruppierung. Darunter auch nur indirekt mit Frauenrechten in Verbindung stehende, wie etwa eine Petition, welche herabwürdigende Äusserungen im Schweizer Staatsfernsehen über Transgender-Menschen kritisierte.
Im Sommer 2016 startete das Kollektiv als Nebenprojekt den Medienpranger. Der Blog beschäftigt sich mit Sexismus in der Medienberichterstattung und verleiht einmal jährlich den Goldenen Tampon als Schmähpreis für den sexistischsten Artikel des Jahres, welcher in seinem ersten Jahr dem Blick überreicht wurde.

## Ausgewählte Aktionen
- 11. Dezember 2015: Als Protest gegen Lohndiskriminierung werden Geldscheine über die gesamte Fläche des Zürcher Paradeplatzes im Bankenviertel verstreut.[2]
- 8. März 2016: Automaten des Zürcher Verkehrsverbunds wurden flächendeckend mit authentisch wirkenden Aufklebern mit dem Hinweis versehen, dass an diesem Internationalen Frauentag alle Männer aufgrund der Lohnungleichheit 20 % Aufschlag bezahlen müssen.[5]
- 8. März 2016: Am selben Tag wurde ein übergrosses Transparent mit der Aufschrift „Gott ist eine Frau“ an der Zürcher Grossmünster-Kirche angebracht.[6]
- 4. Oktober 2016: Verschiedene Brunnen der Zürcher Innenstadt wurden als Zeichen des Protests gegen die Besteuerung von Tampons mit dem regulären MWST-Satz von 8 % rot gefärbt.[7]